# Sylvie Koechlin
Pour les articles homonymes, voir Koechlin.
Sylvie Koechlin, prononcé ke'klɛ̃, (née le 13 février 1956 à Dijon) est une sculptrice française et a été présidente du conseil d'administration du Salon d'Automne de 2015 à 2021.

## Biographie
Sylvie Koechlin a fait des études d'art en auditeur libre aux Beaux-Arts de Dijon (1970-1971) et est élève de l’Académie Charpentier en Arts-Graphiques à Paris (1972-1975). Elle collabore comme illustratrice dans la presse mensuelle et la publicité (1976-1986). Elle aborde le modelage dans l’atelier de Manfredi Quartana (1986-1989) puis la taille directe dans l’atelier de René Coutelle (1989-1994). De 1995 à 2005, elle travaille dans son propre atelier dans le quartier de Belleville à Paris.
En 2006, elle  s’installe à  Boulogne-sur-Mer dans le Pas-de-Calais. Membre de la Fondation Taylor (prix Sandoz 2005) et du Syndicat National des Sculpteurs et Plasticiens, sociétaire du Salon d'automne. Elle a participé à de nombreuses expositions en France et à l’étranger depuis 1996. Elle a créé plusieurs sculptures monumentales dont le portrait en pied de Anne de Gonzague, Princesse Palatine 1616-1684 pour la ville d’Asnières-sur-Seine en 1998.
En 2009, elle est sélectionnée pour créer le trophée du 88e Prix d'Amérique, une tête de cheval taillée en marbre noir de Namur et inox, remise au vainqueur du championnat du monde de trot attelé.
De 2015 à 2021, Sylvie Koechlin a été la présidente du conseil d'administration du Salon d'Automne de Paris. 
En 2016, elle crée une sculpture monumentale, en granit, à la mémoire de la réhabilitation du Capitaine Dreyfus pour la ville de Mulhouse. 

## Expositions & distinctions
- 2018 : exposition au Musée Bernard Boesch, Le Pouliguen (Loire-Atlantique), en association avec le peintre Gabriel Godard.
- 2016 : sur souscription, réalisation du buste du Capitaine Dreyfus, Mulhouse.
- 2012 : réalisation d'une sculpture représentant Marilyn Monroe sur la place Victor-Planchon, Boulogne-sur-Mer[3].
- 2009 : création du trophée du 88e Grand Prix d’Amérique.
- 2008 : première mention spéciale du jury de la neuvième Biennale de sculpture animalière à la Bergerie nationale de Rambouillet.
- 2007 : création et réalisation d’une œuvre murale monumentale en marbre et bronze (300 × 100 cm) ayant pour thème « L’Imprimerie de Gütenberg à nos jours » pour la SIB (Société d’impression du Boulonnais) à Saint-Léonard (Pas-de-Calais).
- 2006 : création et réalisation d’une sculpture monumentale en marbre du Boulonnais ayant pour thème « Le Satcheu » (haleur de péniche) 270 × 150 × 100 cm, Leers-Nord, Belgique.
- 2005 : prix Sandoz.
- 2004 : réalisation de deux sphinx monumentaux en granit de Lanhélin pour compléter le monument à la mémoire d’Auguste Mariette à Boulogne-sur-Mer (Pas-de-Calais) .
- 2002 : exposition personnelle, Musée d'histoire naturelle de Lille.
- 1997 : prix du conseil général des Yvelines.
- 1996 : premier prix des Beaux-Arts à la Ville de Garches (Pas-de-Calais).

## Achats publics
- 2002 : Musée d’Histoire Naturelle Jules Gosselet - Lille (Nord) Département Géologie  « Les trois sœurs » en lave de Volvic, collection du musée.
- 2001 : Ville d’Hesdin (Pas-de-Calais) « L’Indien Désabusé » granit du Brésil, collection de l’hôtel de ville.

## Édition de sculptures
- 2005 : « Sourire » Pâte de verre Daum, France.
- 2003 : « Kéa » Pâte de verre Daum, France.

## Ouvrages
- 2013: Sylvie Koechlin, 25 ans de sculpture, éditions Lelivredart, 2013.

## Pour approfondir